# Suchoj Su-33
Suchoj Su-33, förkortat Su-33 (NATO-rapporteringsnamn: Flanker-D), utvecklat under det sena 1980-talet, är en variant av det ryska stridsflygplanet Suchoj Su-27. Planet är konstruerat för att användas på hangarfartyg och finns idag i tjänst hos den ryska flottan, närmare bestämt på Admiral Kuznetsov. Kina har också en egen variant av Su-33 på sina hangarfartyg som går under beteckningen Shenyang Jian J-15.

## Varianter
Su-27KHangarfartygsanpassad variant av Suchoj Su-27 för Kuznetsov-klass (Projekt 1143.5) och Projekt 1160.
Su-27KIProjekt 1143.5 och Projekt 1153.
Su-27KPPTvåsitsig uppgraderad för elektronisk krigföring.
Su-27KRSTvåsitsig inriktad på spaningsuppdrag.
Su-27KT/Su-27KTZProjektplan för lufttankning.
Su-27KUTvåsitsigt träningsplan.
Su-27KSHEnsitsigt attackplan.
Su-28KTvåsitsigt attackplan.
Su-28KRSTvåsitsigt spaningsplan baserat på Su-28K.
Su-29KProjektplan för luftstrider som kan avfyra missil R-33 med lång räckvidd.
Su-33Beteckning på Su-27K efter introduktion till ryska flygvapnet 31 augusti 1998.
Su-27KUB/Su-33UBTvåsitsig prototyp med tvillingsäte för träning och strid baserad på Su-27K och Su-27KU.